# Rinzia crassifolia
Rinzia crassifolia là một loài thực vật có hoa trong Họ Đào kim nương. Loài này được Turcz. miêu tả khoa học đầu tiên năm 1852.